# Prionaster elegans
Prionaster elegans är en sjöstjärneart som beskrevs av Addison Emery Verrill 1899. Prionaster elegans ingår i släktet Prionaster och familjen Goniopectinidae. Inga underarter finns listade i Catalogue of Life.